# ザ・リッツ・カールトン日光
ザ・リッツ・カールトン日光（英称:The Ritz-Carlton, NIKKO）は、栃木県日光市中宮祠にある、ザ・リッツ・カールトンブランドの最高級ホテルである。運営はマリオット・インターナショナル。

## 特徴
1894年にレーキサイドホテルとして開業し、2016年に閉館した日光レークサイドホテルの跡地に2020年7月15日開業。ザ・リッツ・カールトン日本国内で5つ目のホテルである。中禅寺湖の湖畔に建設され、世界遺産日光の社寺からも比較的近い。
栃木県初のインターナショナルラグジュアリーホテルである。全94室で、男体山を臨む部屋と中禅寺湖を望む部屋がある。最も狭い客室で57 m2、最も広いスイートルームは277 m2ある。ホテルはメイン棟・レイク棟・マウンテン棟の3つに分かれる。料飲施設は日本料理と西洋料理のレストランが1軒ずつと、ラウンジ、バーがある。
日光湯元温泉から引湯したスパ（大浴場）を有する。温泉大浴場の設置はザ・リッツ・カールトンブランドで初である。
2023年6月には第49回先進国首脳会議栃木県・日光男女共同参画・女性活躍担当大臣会合の会場として使用された。

## 交通アクセス
- JR日光線日光駅または東武日光線東武日光駅前より 東武バス日光の路線バスで 中禅寺温泉行または湯元温泉行で「ザ・リッツ・カールトン日光」バス停下車すぐ。